# 377
Năm 377 là một năm trong lịch Julius.